# Anguis colchica
Anguis colchica là một loài thằn lằn trong họ Anguidae. Loài này được Nordmann mô tả khoa học đầu tiên năm 1840.